# سنت والبرگ، ساسکاچوان
سنت والبرگ، ساسکاچوان (به انگلیسی: St. Walburg, Saskatchewan) یک منطقهٔ مسکونی در کانادا است که در ساسکاچوان واقع شده‌است. سنت والبرگ ۲٫۱۲ کیلومتر مربع مساحت و ۷۱۶ نفر جمعیت دارد.